# Zgrada škole i vinarske zadruge u Bolu
Zgrada škole i vinarske zadruge nalazi se u Bolu na Braču, na adresi Riva 18.

## Opis
Zgrada škole i vinarske zadruge nalazi se na zapadnom kraju stare bolske rive. Prostrana zgrada ima izduženi pravokutni tlocrt raščlanjen u dva krila i pokrivena je četverostrešnim krovovima. Zgrada škole i vinarske zadruge jedan je od najznačajnijih komunalnih zahvata u Bolu početkom 20. stoljeća. Iako se volumenom ističe u priobalnoj vizuri naselja, raščlambom pročelja i krovova, proporcijama i funkcionalnim rasporedom prostora vrijedan je doprinos ostvarenjima javne i industrijske arhitekture u Dalmaciji. Autor je Špiro Nakić.

## Zaštita
Pod oznakom Z-5732 zavedena je pod vrstom "nepokretno kulturno dobro - pojedinačno", pravna statusa zaštićena kulturnog dobra, klasificirano kao "javne građevine".

## Vanjske poveznice
|  | Zajednički poslužitelj ima još gradiva o temi Zgrada škole i vinarske zadruge u Bolu |